# Кіт Прімо
Кіт Прімо (англ. Keith Primeau; нар. 24 листопада 1971, Торонто) — канадський хокеїст, що грав на позиції центрального нападника. Грав за збірну команду Канади.
Провів понад тисячу матчів у Національній хокейній лізі. 

## Ігрова кар'єра
Хокейну кар'єру розпочав 1987 року.
1990 року був обраний на драфті НХЛ під 3-м загальним номером командою «Детройт Ред-Вінгс». 
Протягом професійної клубної ігрової кар'єри, що тривала 17 років, захищав кольори команд «Детройт Ред-Вінгс», «Гартфорд Вейлерс», «Кароліна Гаррікейнс» та «Філадельфія Флаєрс».
Загалом провів 1037 матчів у НХЛ, включаючи 128 ігор плей-оф Кубка Стенлі.
Виступав за національну збірну Канади, провів 28 ігор в її складі.

## Нагороди та досягнення
Клубні
- Друга команда всіх зірок ОХЛ — 1990.
- Трофей Едді Паверса — 1990.
- Володар Кубка Колдера в складі «Адірондак Ред-Вінгс» — 1992.
- Учасник матчу усіх зірок НХЛ — 1999, 2004.

Збірна
- Чемпіон світу 1997 року.

## Родина
Сини: Кайден, Чейсі, Корі; Брат Вейн; Свояк Деррік Сміт; Племінники: Мейсон та Меннінг Прімо, Далтон Сміт, племінниця Медісон Прімо теж хокеїсти.

## Статистика

### Клубні виступи
| Сезон        | Клуб                   | Ліга         | Регулярний сезон | Регулярний сезон | Регулярний сезон | Регулярний сезон | Регулярний сезон | Плей-оф | Плей-оф | Плей-оф | Плей-оф | Плей-оф |
| Сезон        | Клуб                   | Ліга         | І                | Г                | П                | О                | ШХ               | І       | Г       | П       | О       | ШХ      |
| ------------ | ---------------------- | ------------ | ---------------- | ---------------- | ---------------- | ---------------- | ---------------- | ------- | ------- | ------- | ------- | ------- |
| 1987–88      | «Гамільтон Стілгокс»   | ОХЛ          | 47               | 6                | 6                | 12               | 69               | 11      | 0       | 2       | 2       | 2       |
| 1988–89      | «Ніагара-Фоллс Тандер» | ОХЛ          | 48               | 20               | 35               | 55               | 56               | 17      | 9       | 6       | 15      | 12      |
| 1989–90      | «Ніагара-Фоллс Тандер» | ОХЛ          | 65               | 57               | 70               | 127              | 97               | 16      | 16      | 17      | 33      | 49      |
| 1990–91      | «Адірондак Ред-Вінгс»  | АХЛ          | 6                | 3                | 5                | 8                | 8                | —       | —       | —       | —       | —       |
| 1990–91      | «Детройт Ред-Вінгс»    | НХЛ          | 58               | 3                | 12               | 15               | 106              | 5       | 1       | 1       | 2       | 25      |
| 1991–92      | «Адірондак Ред-Вінгс»  | АХЛ          | 42               | 21               | 24               | 45               | 89               | 9       | 1       | 7       | 8       | 27      |
| 1991–92      | «Детройт Ред-Вінгс»    | НХЛ          | 35               | 6                | 10               | 16               | 83               | 11      | 0       | 0       | 0       | 14      |
| 1992–93      | «Детройт Ред-Вінгс»    | НХЛ          | 73               | 15               | 17               | 32               | 152              | 7       | 0       | 2       | 2       | 26      |
| 1993–94      | «Детройт Ред-Вінгс»    | НХЛ          | 78               | 31               | 42               | 73               | 173              | 7       | 0       | 2       | 2       | 6       |
| 1994–95      | «Детройт Ред-Вінгс»    | НХЛ          | 45               | 15               | 27               | 42               | 99               | 17      | 4       | 5       | 9       | 45      |
| 1995–96      | «Детройт Ред-Вінгс»    | НХЛ          | 74               | 27               | 25               | 52               | 168              | 17      | 1       | 4       | 5       | 28      |
| 1996–97      | «Гартфорд Вейлерс»     | НХЛ          | 75               | 26               | 25               | 51               | 161              | —       | —       | —       | —       | —       |
| 1997–98      | «Кароліна Гаррікейнс»  | НХЛ          | 81               | 26               | 37               | 63               | 110              | —       | —       | —       | —       | —       |
| 1998–99      | «Кароліна Гаррікейнс»  | НХЛ          | 78               | 30               | 32               | 62               | 75               | 6       | 0       | 3       | 3       | 6       |
| 1999–00      | «Філадельфія Флаєрс»   | НХЛ          | 23               | 7                | 10               | 17               | 31               | 18      | 2       | 11      | 13      | 13      |
| 2000–01      | «Філадельфія Флаєрс»   | НХЛ          | 71               | 34               | 39               | 73               | 76               | 4       | 0       | 3       | 3       | 6       |
| 2001–02      | «Філадельфія Флаєрс»   | НХЛ          | 75               | 19               | 29               | 48               | 128              | 5       | 0       | 0       | 0       | 6       |
| 2002–03      | «Філадельфія Флаєрс»   | НХЛ          | 80               | 19               | 27               | 46               | 93               | 13      | 1       | 1       | 2       | 14      |
| 2003–04      | «Філадельфія Флаєрс»   | НХЛ          | 54               | 7                | 15               | 22               | 80               | 18      | 9       | 7       | 16      | 22      |
| 2005–06      | «Філадельфія Флаєрс»   | НХЛ          | 9                | 1                | 6                | 7                | 6                | —       | —       | —       | —       | —       |
| Усього в НХЛ | Усього в НХЛ           | Усього в НХЛ | 909              | 266              | 353              | 619              | 1541             | 128     | 18      | 39      | 57      | 213     |

### Збірна
| Рік                | Команда            | Турнір             | Місце | І  | Г | П | О  | ШХ |
| ------------------ | ------------------ | ------------------ | ----- | -- | - | - | -- | -- |
| 1996               | Канада             | КС                 | 2-е   | 5  | 0 | 0 | 0  | 21 |
| 1997               | Канада             | ЧС                 | 1     | 11 | 3 | 3 | 6  | 14 |
| 1998               | Канада             | ОІ                 | 4-е   | 6  | 2 | 1 | 3  | 4  |
| 1998               | Канада             | ЧС                 | 6-е   | 6  | 3 | 1 | 4  | 4  |
| Національна збірна | Національна збірна | Національна збірна |       | 28 | 8 | 5 | 13 | 43 |